# Western Railway of Alabama
Le Western Railway of Alabama (sigle de l'AAR:WRA) était un chemin de fer américain de classe I en activité dans l'Alabama et la Géorgie. Il exploita la "West Point Route" avec l'Atlanta and West Point Rail Road. Ils rejoignirent le Family Lines System en 1972, un des prédécesseurs du CSX Transportation.

## Les origines
Le Western Rail Road of Alabama fut créé en 1854 par les propriétaires du Montgomery and West Point Railroad (M&WP) fondé quant à lui en 1832. Son but était de prolonger le M&WP vers l'ouest de l'Alabama, de Montgomery à Selma. Lorsque la ligne fut achevée en 1870, le Western Rail Road of Alabama fusionna le M&WP permettant de relier West Point à Selma. La même année, il gagna le contrôle de l'Atlanta & West point. En 1875, le Georgia Railroad soutenu par le Central of Georgia Railway, prit des parts dans l'Atlanta & West point et acheta le Western Rail Road of Alabama. Ce dernier fut alors rebaptisé en 1883 le Western Railway of Alabama. Le A&WP et le WRA exploitèrent ensemble la "West Point Route"; elle desservait Auburn, et se connectait à Opetika, Alabama avec le Central of Georgia (CG) dont la ligne reliait Columbus, Géorgie à Birmingham, Alabama. 

## L'époque des grosses  fusions
Bien que contrôlé depuis la fin du XIXe siècle par le Central of Georgia Railway, qui fut à son tour racheté par le Southern Railway, le WRA ne termina pas son existence dans le Norfolk Southern Railway. 
En effet, en 1972, la West Point Route constituée du WRA et de l'Atlanta & West Point, rejoignit le Family Lines System, regroupant également le Seaboard Coast Line Railroad (SCL), le Louisville and Nashville Railroad, le Georgia Railroad, et le Clinchfield Railroad. Le SCL commença par absorber le Georgia Railroad le 4 novembre 1982, puis il fusionna les autres compagnies du Family Lines le 29 décembre 1982, à l'exception de l'Atlanta and West Point Railroad (fusionné par le SBD en juin 1986) et du Western Railway of Alabama (fusionné par CSX en 2002). Il prit officiellement le nom de Seaboard System Railroad (SBD) le 1er janvier 1983. Et seulement 4 ans plus tard, le SBD fusionna avec le Chessie System pour donner CSX Transportation en 1986. 
La ligne du WRA est toujours largement utilisée pour le fret, tandis que le transport de passagers cessa à la fin des années 1960.